# Ngaraparap
Ngaraparap is een bestuurslaag in het regentschap Grobogan van de provincie Midden-Java, Indonesië. Ngaraparap telt 4743 inwoners (volkstelling 2010).